# Tonach
Tonach (früher Thonach) ist eine Ortschaft in der Katastralgemeinde und Marktgemeinde Bischofstetten, Niederösterreich.

## Geografie
Das Dorf Tonach liegt 1 Kilometer nordwestlich von Bischofstetten, auf der anderen Seite der Sierning, an der Abzweigung der Landesstraßen L5301 und L5305. Zur Ortschaft gehören auch der Weiler Grub und die Rotte Lehen. Am 1. Jänner 2024 zählte die Ortschaft 73 Einwohner.

## Geschichte
Im Franziszeischen Kataster von 1821 ist das heutige Dorf mit drei Gehöften verzeichnet. Laut Adressbuch von Österreich war im Jahr 1938 in Tonach ein Viehhändler ansässig.